# Клір-Лейк (Південна Дакота)
Клір-Лейк (англ. Clear Lake) — місто (англ. city) в США, в окрузі Дул штату Південна Дакота. Населення — 1218 осіб (2020).

## Географія
Клір-Лейк розташований за координатами 44°45′23″ пн. ш. 96°41′25″ зх. д. / 44.75639° пн. ш. 96.69028° зх. д. (44.756290, -96.690239).  За даними Бюро перепису населення США в 2010 році місто мало площу 8,42 км², з яких 7,95 км² — суходіл та 0,46 км² — водойми.

## Демографія
Згідно з переписом 2010 року, у місті мешкали 1273 особи в 552 домогосподарствах у складі 338 родин. Густота населення становила 151 особа/км².  Було 617 помешкань (73/км²).
Расовий склад населення:
| - 97,6 % — білих - 0,4 % — чорних або афроамериканців - 0,1 % — азіатів |

До двох чи більше рас належало 1,5 %. Частка іспаномовних становила 1,0 % від усіх жителів.
За віковим діапазоном населення розподілялося таким чином: 21,7 % — особи молодші 18 років, 54,4 % — особи у віці 18—64 років, 23,9 % — особи у віці 65 років та старші. Медіана віку мешканця становила 44,3 року. На 100 осіб жіночої статі у місті припадало 95,2 чоловіків;  на 100 жінок у віці від 18 років та старших — 91,0 чоловіків також старших 18 років.
Середній дохід на одне домашнє господарство  становив 57 839 доларів США (медіана — 48 750), а середній дохід на одну сім'ю — 72 454 долари (медіана — 64 722). Медіана доходів становила 39 948 доларів для чоловіків та 28 092 долари для жінок. За межею бідності перебувало 5,1 % осіб, у тому числі 5,4 % дітей у віці до 18 років та 4,4 % осіб у віці 65 років та старших.
Цивільне працевлаштоване населення становило 696 осіб. Основні галузі зайнятості: виробництво — 24,3 %, освіта, охорона здоров'я та соціальна допомога — 17,0 %, роздрібна торгівля — 10,5 %, будівництво — 8,3 %.